# لیندا لینگل
 لیندا لینگل (انگلیسی: Linda Lingle؛ ۴ ژوئن ۱۹۵۳) یک سیاست‌مدار اهل ایالات متحده آمریکا است.